# TAKRAF

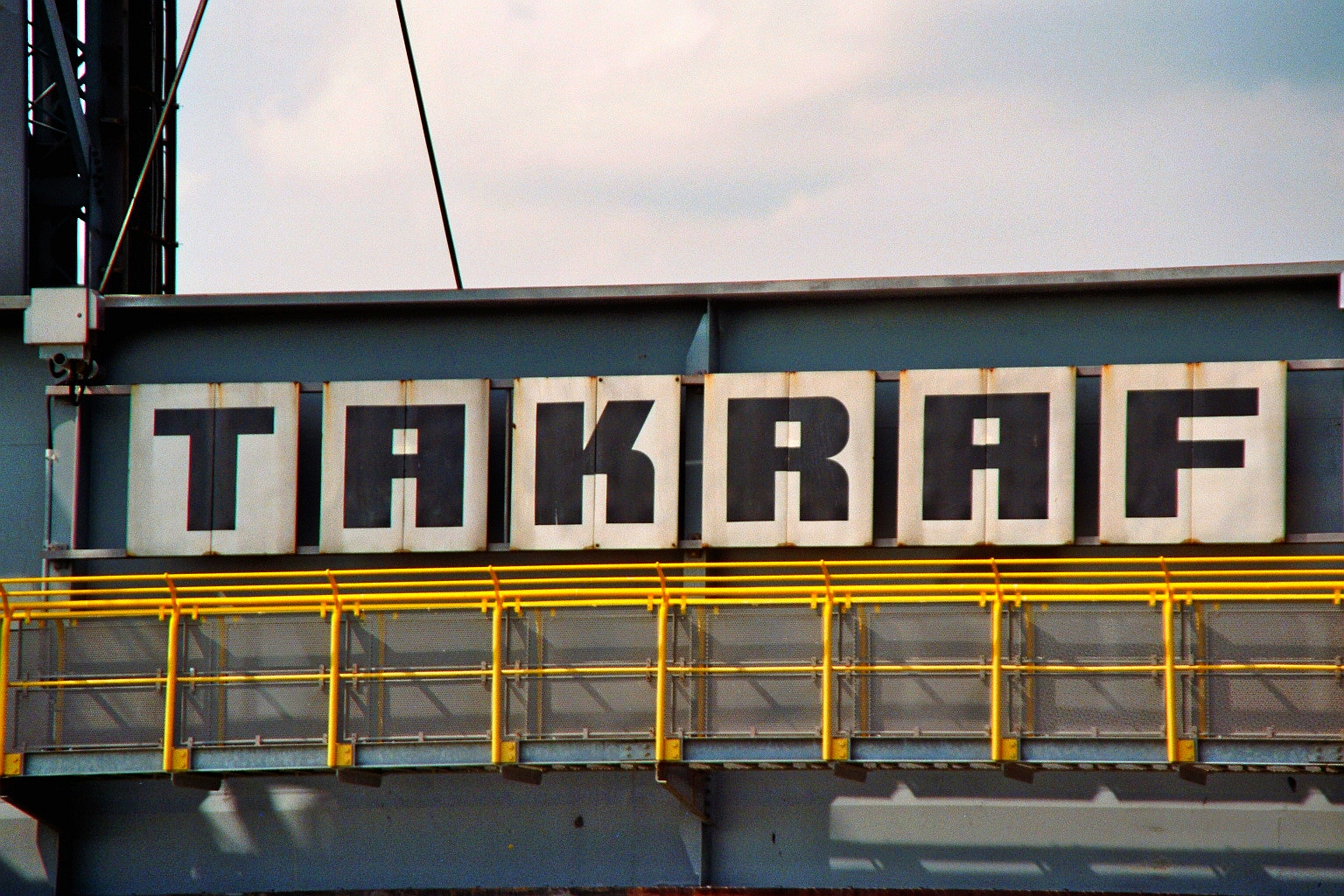
Логотип TAKRAF на конвеєрному мості Overburden F60

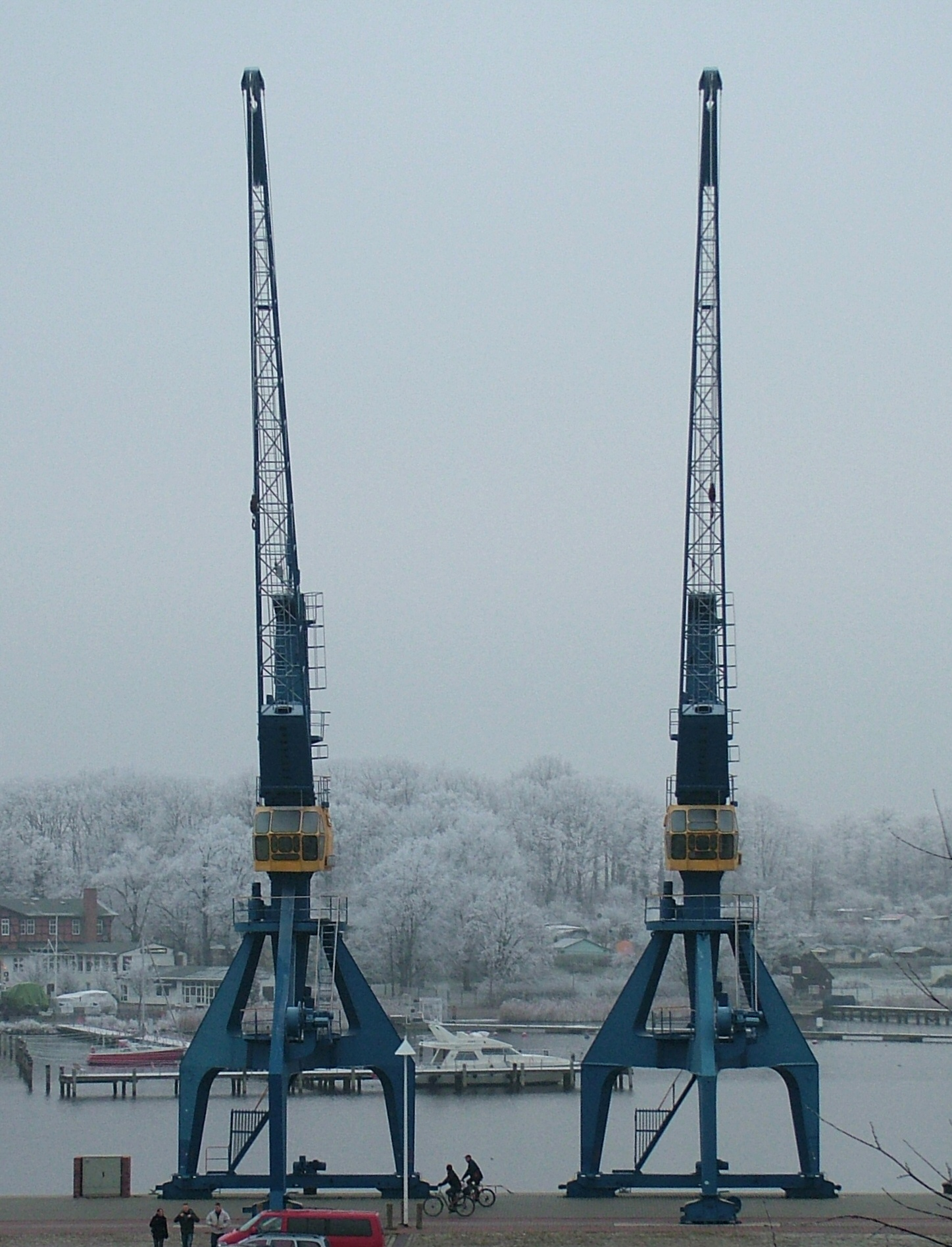
Портальні портові крани TAKRAF у смт. Росток

TAKRAF (скор. від Ta gebergbau-Ausrüstungen, Kra ne und Förderanlagen ) —  німецька компанія, що спеціалізується на випуску вантажопідіймальних кранів і гірничо-рудного, а також спеціального обладнання. Штаб-квартира знаходиться в місті Лейпциг, а виробничі потужності знаходяться у м. Лауххаммер.

## Історія

### 1948-1990. Епоха НДР
Назва TAKRAF веде свою історію з 1948 року, коли було створено машинобудівний комбінат.
У 1958 році ухвалено рішення на базі комбінату TAKRAF створити "Об'єднання народних підприємств".
У період з 1958 до 1960 року головне підприємство VVB TAKRAF сконцентрувалося на випуску кар'єрного обладнання.
В 1962 до об'єднання TAKRAF приєднано Державне Підприємство важкого машинобудування Лауххаммер (1725).
До 1964 року TAKRAF стає визнаним у всьому світі товарним знаком.
З 1 січня 1979 року VVB TAKRAF стає Державним підприємством.
Продукція марки TAKRAF постійно брала участь у багатьох виставках та отримувала високі нагороди, у тому числі на своєму, «домашньому» майданчику — Лейпцизькому ярмарку.
На підприємствах комбінату випускалися: колісні та гусеничні екскаватори серії UB, а також кар'єрні роторні екскаватори, кар'єрні перевантажувачі та інше кар'єрне обладнання; різні крани: портальні портові та плавучі крани Albatros і Kondor, серії кранів на гусеничному ходу з індексом «RDK» та залізничному ходу EDK, на автомобільному ходу з індексом «ADK» та пневмоколісному ходу з індексом «MDK»; готові фабрики вугільного брикету BF та безліч іншої продукції.
VVB TAKRAF стало найбільшим у машинобудівній галузі НДР і включало 48 державних народних підприємств.
Число працюючих у 1970-х роках становило понад 40 тисяч осіб.
До 1990 року кількість народних підприємств, що входять до об'єднання, скоротилося до 26.

### Склад Об'єднання VVB TAKRAF
- TAKRAF Export-Import Außenhandel Berlin
- VEB Bagger-, Förderbrücken- und Gerätebau (BFG) Lauchhammer
- VEB Förderanlagen “7. Oktober» Magdeburg
- VEB Förderanlagen und Kranbau Köthen
- VEB Kranbau Eberswalde
- VEB Kranbau Schmalkalden
- VEB Schwermaschinenbau SM Kirow Leipzig
- VEB Zemag Zeitz
- VEB Montan Leipzig
- VEB Schwermaschinenbau "Georgi Dimitroff" Magdeburg
- VEB Berliner Aufzug-und Fahrtreppenbau Berlin
- VEB Hebezeugwerk Suhl
- VEB Sächsischer Brücken-und Stahlhochbau Dresden
- VEB Förderausrüstungen Aschersleben

## Період після возз'єднання Німеччини
У 1990 році «Опікунська Рада ФРН з власності колишньої НДР» ліквідувала Державне VVB TAKRAF і передала головний комбінат до рук створеної компанії «Підприємство важкого машинобудування TAKRAF AG». Інші підприємства, що входили до VVB TAKRAF, перейшли до інших власників. З середини 1990-х до 2000-х компанія об'єдналася з компанією MAN у групу MAN TAKRAF. З 2008 року, після поглинання компанією Tenova Spa, компанія продовжує діяти у ФРН під маркою TAKRAF GmbH та під маркою Tenova TAKRAF на міжнародному ринку. Компанія зберегла основну сферу діяльності – випуск кар'єрного обладнання.